# Huis te Liesveld
Het Huis te Liesveld  was een kasteel in het Nederlandse dorp Groot-Ammers, in de provincie Zuid-Holland. Het lag ten noordoosten van het dorp, nabij de buurtschap Liesveld. Een deel van het 16e-eeuwse poortgebouw is behouden gebleven en is een rijksmonument, net als het voormalige kasteelterrein.

## Geschiedenis
Het is niet bekend wanneer het kasteel is gebouwd. De 18e-eeuwse auteur Brouërius van Nidek noemde 1042 als stichtingsdatum, maar er zijn geen bronnen die deze datum ondersteunen. Een bouw in de tweede helft van de 13e eeuw is aannemelijker.
De eerste echte vermelding van het kasteel dateert uit 1319. Het zou daarvoor al in bezit zijn geweest van Herbaren, heer van den Berg, die rond 1250 ambachtsheer was in het gebied ten noorden van de Lek. Zijn zoon Arent (ook wel Arnold genoemd) kwam voor in een oorkonde uit 1283 als Arent van Liesveld en was de eerste heer van de heerlijkheid Liesveld. Het kasteel ging over naar Floreken, vermoedelijk een dochter van Herbaren. Zij liet het weer na aan haar zoon Herbaren, die het in 1319 in leen opdroeg aan het graafschap Holland.
De laatste uit het geslacht Van Liesveld was Hendrik, die in 1456 kinderloos overleed en Liesveld naliet aan zijn neef Jan, heer van Sart. Jans dochter verkocht in 1491 het kasteel aan de Antwerpse edelman Roeland le Fevre. Vanwege schulden verkochten de erfgenamen van Le Fevre in 1564 de heerlijkheid en het kasteel Liesveld aan Erik van Brunswijk-Calenberg. Die vertrok in 1572, waarna het kasteel bij een aanval door prinsgezinden in brand is gestoken. Hierna werd het slot weer hersteld.
Willem Frederik van Nassau kocht de baronie van Liesveld en het kasteel in 1636. In 1740 zou het kasteel nog zijn gebruikt als vluchtplek tijdens een overstroming. De familie Oranje-Nassau liet vanaf 1740 het kasteel in gedeeltes afbreken, waarbij het puin is gebruikt voor de versteviging van de rivierdijk. In de Franse tijd kwam Liesveld in handen van Domeinen.
De hoofdburcht was in 1827 geheel verdwenen, terwijl de voorburcht nog het poortgebouw, een toren en de zuidwestelijke vleugel omvatte. Hiervan bleef uiteindelijk alleen het koetshuis bewaard.
In 1838 was het kasteelterrein niet meer in bezit van Domeinen. De Nederlandse koninklijke familie bleef wel de titel Heer van Liesveld dragen.

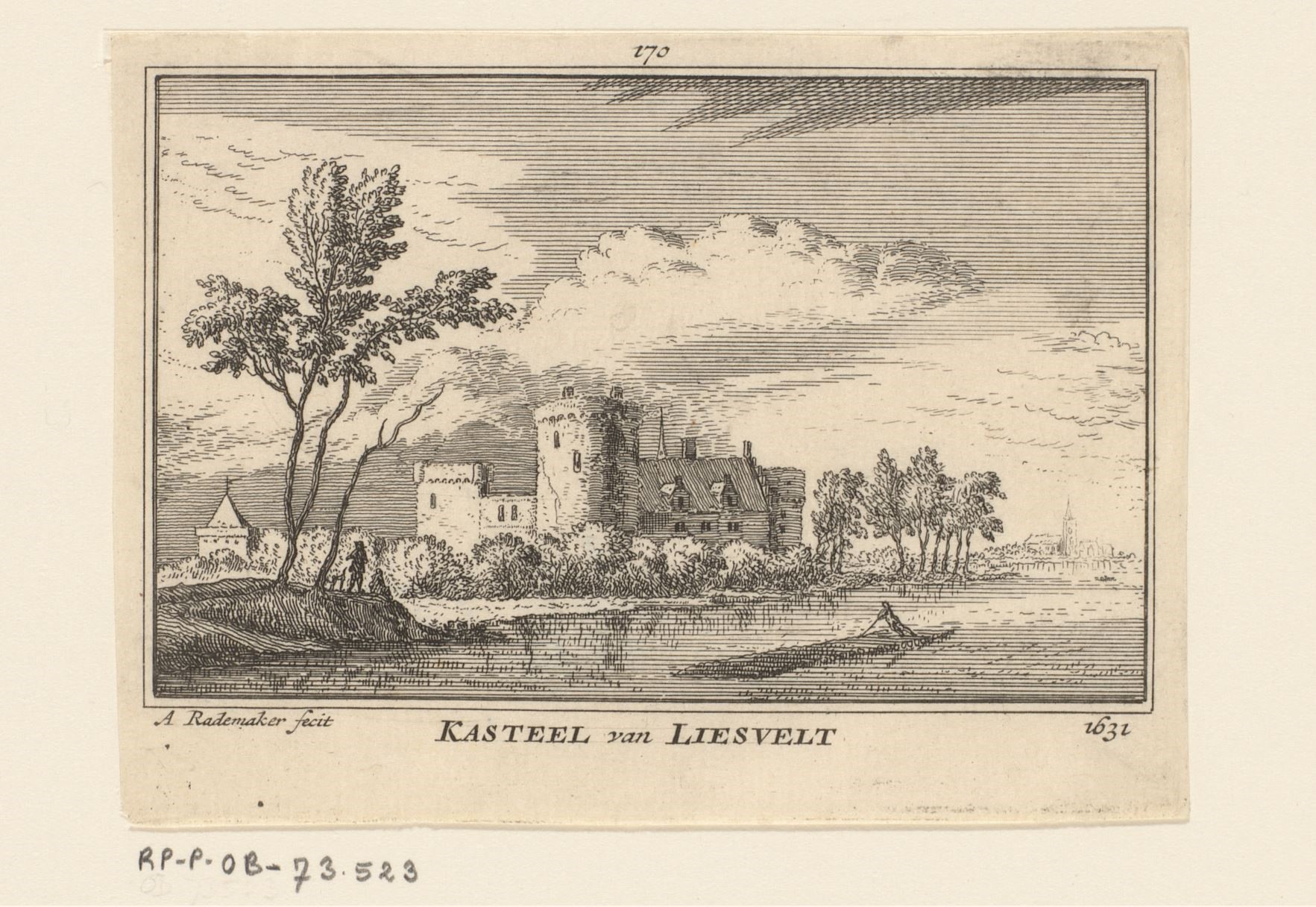
Gezicht op Kasteel Liesveld in 1631, door Abraham Rademaker (1727-1733)

## Beschrijving
Het kasteelterrein is 90 bij 140 meter groot, waarbij de hoofdburcht een afmeting had van 42 bij 42 meter. Het omgrachte kasteel werd in verschillende fases gebouwd. Op 17e- en 18e-eeuwse tekeningen is een groot complex te zien met ronde en rechthoekige torens en een vierkante poorttoren. De hoge woonvleugels zijn voorzien van weergangen op friesbogen. De eveneens omgrachte voorburcht is aan drie zijden ommuurd en deels bebouwd. Rond 1700 lag hier tevens een formele tuin. De voorburcht is bereikbaar via een brug die leidde naar een poortgebouw met twee torens. Tegen dit poortgebouw zijn twee vleugels aangebouwd.
Van het kasteel zijn de grachten en een deel van de zuidelijke vleugel van het poortgebouw behouden gebleven. Dit voormalige koetshuis uit eind 16e eeuw heeft een rechthoekige vorm en wordt afgedekt door een zadeldak met eindschild. In de zuidgevel bevinden zich schietgaten. Het is in de jaren 1980-1984 gerestaureerd en is als rijksmonument geclassificeerd. Plannen van eind jaren 70 voor gedeeltelijke herbouw van het poortgebouw zijn niet doorgegaan.
Abbenbroek · Abspoel · Adegeest · Slot Alkemade ·  Altena · Arkelsburg · Bellesteyn · Huis ten Berghe · Binckhorst · Binnenhof · Blijdestein · Te Blotinghe · Boekenburg · Boekhorst · Boshuysen · Bulgersteyn · Burcht (Leiden) · Burcht (Voorne) · Slot Capelle · Coebel · Cranenburg · Crayestein · Cronesteyn · Crooswijk · Develstein · 't Huys Dever · Dirks Steenhuis · Ter Does · Duivenstein · Duivenvoorde · Endegeest · Endepoel · Foreest · Giessenburg · Gravensteen · Groot Haesebroek · 's Heeraartsberg · Hof van Wateringen · Holy · Slot Honingen · Kasteel van de Heren van Arkel · Kasteel van Gouda · Keenenburg · Kasteel Keukenhof · Klein Poelgeest · Huis te Langerak · Langestein · Huis te Liesveld · Ter Lips · De Loo · Madeburcht · Marenburch · Meerburg · Huis te Merwede · Huis ter Mey · Kasteel van der Meye · Niemandsvriend · Noordeloos · Oud-Berendrecht · Oud-Poelgeest · Oud Teylingen · Paddenpoel · Persijn · Groot Poelgeest · Hof van Putten · Puttensteyn · Landgoed De Raephorst · Kasteel Ravesteyn · Kasteel van Rhoon · Rijnegom · Rijnenburg · Huis te Riviere · Rodenburg · Hofstad Rodenrijs · Rodenrijs · Rosenburgh · Huis Roucoop · Santhorst · Schelluinderberg · Schonenburg · Kasteel van Schoonhoven · Souburgh · Spangen · Starrenburg · Huis ter Specke · Steenvoorde · Stenevelt · Slot Teylingen · Den Toll · Torenvliet · Slot Valckesteyn · Huis ter Waard · Warmont · Ter Weer · Hof van Wena · Kasteel Westerbeek · Huis te Woude · Kasteel van IJsselmonde · 't Zand · Huis Zevender · Kasteel aan de Zevender · Zijlhof · Zonneveld · Huis Zuidwijk · Zwieten